# Rescate Wildlife Rescue Center
El Rescate Wildlife Rescue Center, antes Rescate Animal Zoo Ave es el nombre que se le da a un santuario, centro de rescate, centro de rehabilitación y jardín botánico ubicado en la ciudad de La Garita, provincia de Alajuela, Costa Rica.
Es el centro de rescate para vida silvestre más grande de Centroamérica, en el santuario puede encontrar más de 120 diferente especies de animals y más de 2 km de senderos en un jardín botánico. 

## Historia
Desde su apertura y hasta principios de la década de 1990, Rescate Wildlife fue una exhibición privada de aproximadamente 50 animales. Desde 1990 y bajo la dirección del conservacionista canadiense Dennis Janik, se han plantado más de mil árboles nativos centroamericanos en sustitución de los característicos cafetales de la zona. En 1995, el gobierno de Costa Rica aprueba y reconoce a Rescate Wildlife como centro oficial de rescate de animales. Dos años más tarde, en 1997, se estableció su clínica veterinaria.
Las primeras instalaciones del centro de reproducción de aves fueron construidas en julio de 1998 y se reprodujeron más de 40 parejas de loros, entre ellos: lapas verdes (Ara ambiguus), loras nuca amarilla-  naped del Amazonas (Amazona auropalliata), loros coroniblanco (Pionus senilis) y pericos azteca (Eupsittula nana). Durante el primer año de funcionamiento, el centro inició con la reproducción de 14 parejas de aves, logrando crías exitosas en ocho de las mismas, entre ellas incluyendo a tres parejas de lapas rojas y dos parejas activas de lapas verdes.
En 1999 se instaló el programa de reproducción de reptiles, logrando ese año la eclosión de 150, entre ellos 39 tortugas jóvenes de diversas especies. En agosto de ese mismo año se liberaron 17 lapas rojas (Ara macao) en el sitio de liberación de San Josecito.

## Especies

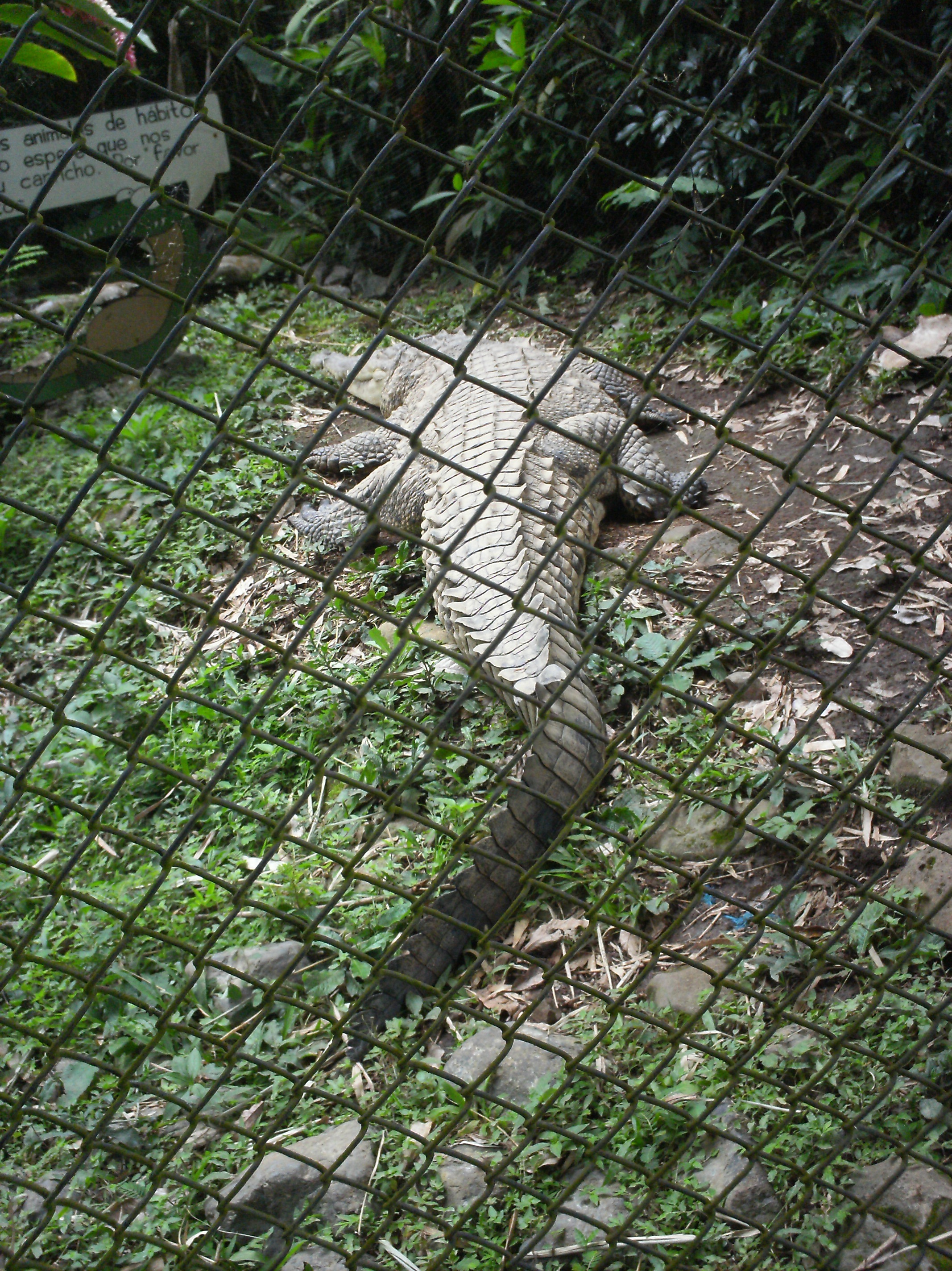
Un cocodrilo americano (Crocodylus acutus) en exhibición dentro del Rescate Wildlife

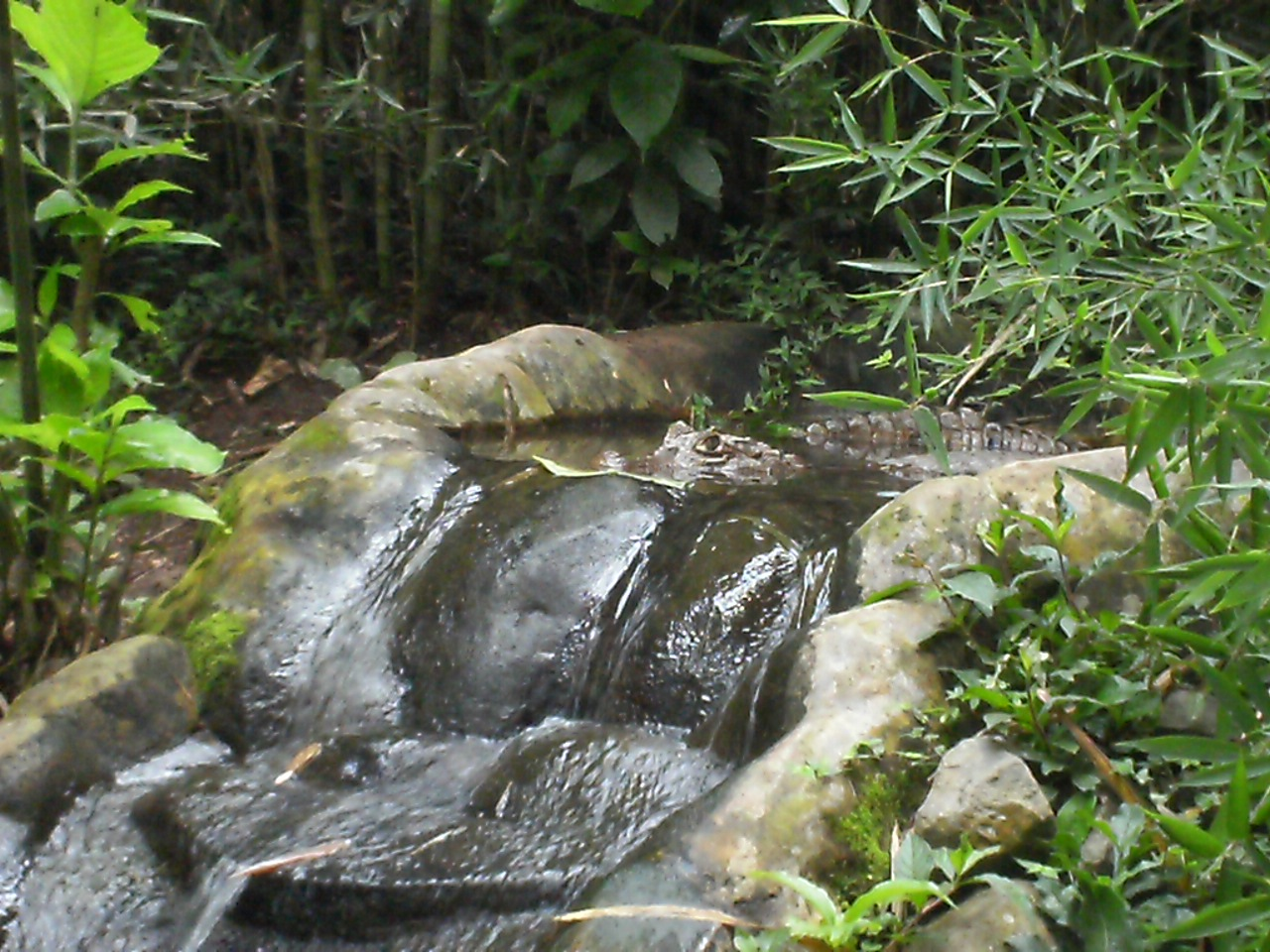
Ojos de un caimán de anteojos en su entorno del Rescate Wildlife

Todos los animales en Rescate Wildlife Rescue Center fueron recibidos con heridas, huérfanos, decomisados por el gobierno, eran mascotas, entre otros diversos casos. Cada animal se evalúa detalladamente por profesionales altamente calificados para determinar su posible liberación. Si se determina que no puede sobrevivir en la naturaleza durante el proceso, y es una especie en peligro de extinción, se hace todo lo posible para incluir al animal en el programa de reproducción. Cuando estas opciones no son factibles, los animales se mantienen en las mejores condiciones posibles con una dieta sana, variada y con otros animales de la misma especie o especies compatibles en el Santuario de Vida Silvestre de Rescate Wildlife.
En marzo de 1999, 12 tortugas galápagos del bosque (Glyptemys insculpta) y siete caimanes fueron liberados en el río Estrella, dentro de la reserva biológica Hitoy Cerere. Para finales de 1999, todas las especies de reptiles de Rescate Wildlife se habían reproducido
satisfactoriamente.
En el Santurio existen amplios recintos para:
Aves nativas
- 13 especies de psitácidos (loros),
- 16 especies de aves rapaces (halcones, águilas y búhos),
- 40 especies de pájaros cantores,
- 5 especies de tucanes y
- 4 especies de crácidos (pavas, hocofaisán y chachalacas).

Especies exóticas 
- Loros no nativos
- pavos reales,
- faisanes,
- grullas coronadas africanas y
- avestruces.

Además de las aves, Rescate Wildlife es el hogar de unas 15 especies de reptiles:
- tortugas estuche (Kinosternon scorpioides),
- cocodrilo americano (Crocodylus acutus),
- seis de las ocho especies de tortugas terrestres nativos,
- caimán de anteojos (Caiman crocodilus),
- iguanas verdes (Iguana iguana), y
- varias especies de tortugas exóticas.

También viven una gran cantidad de mamíferos en el santuario de vida silvestre, la mayoría de especies son primates nativos. De igual manera que sucede con todo el resto de animales alojados en Rescate Wildlife, los primates llegan al centro de rescate heridos, huérfanos o fueron mascotas. Muchos provienen de lugares donde los mantenían en condiciones deplorables, es decir, confinados en pequeñas jaulas, privados del contacto con otros animales de su especie y con una inadecuada nutrición. Estos animales se rehabilitan hasta
que logran cumplir con todos los requerimientos necesarios según los diversos programas de rehabilitación.
Los monos carablanca (Cebus capucinus) se encuentran en un recinto que logra minimizar el contacto humano y al mismo tiempo permitir que los visitantes del parque los observen. Este recinto ofrece a los visitantes del santuario la sensación de estar viendo a estos animales en su entorno natural, por lo que además de deleitarse viéndolos también pueden estar seguros, de que se les proporciona la privacidad necesaria para fomentar los comportamientos sociales naturales de esta especie de primates. 
Las otras tres especies de primates nativas de Costa Rica son: el mono aullador o mono congo (Alouatta palliata), el mono araña (Ateles geoffroyi) y el mono ardilla centroamericano (Saimiri oerstedii), estas diferentes especies también se encuentran en el santuario. En el centro de rescate también se pueden encontrar primates no autóctonos, algunos de ellos como el tití común brasileño o marmosetas (Callithrix jacchus) y los monos patas (Erythrocebus patas).

## Rescate y rehabilitación animal

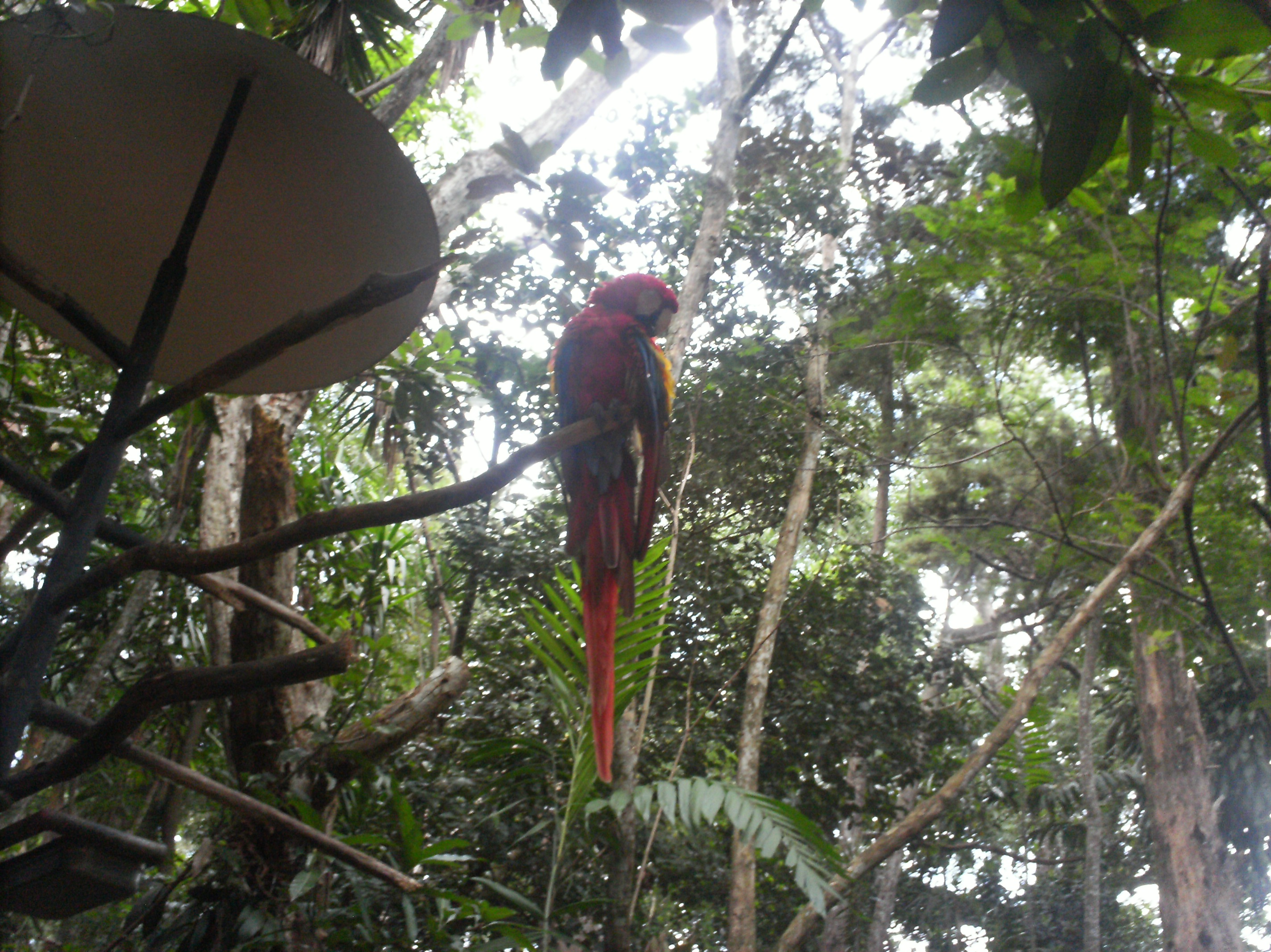
Guacamayo macao (Ara macao) en su entorno dentro del Rescate Wildlife

Rescate Wildlife Rescue Center tiene un programa de Rescate y Rehabilitación de animales que permite al público participar directamente en los esfuerzos de conservación de la fundación. El programa permite a Rescate Wildlife aceptar animales huérfanos, heridos y abandonados por sus antiguos dueños. Además de las donaciones públicas, Rescate Wildlife recibe animales decomisados por las autoridades gubernamentales encargados del campo en su centro oficial de rescate de vida silvestre de Costa Rica. La vida silvestre decomisada también se recibe en el centro de liberación ubicado en Playa San Josecito en la región del Golfo Dulce. 
Los casos clínicos (animales enfermos o heridos) y huérfanos recibidos en Rescate Wildlife son atendidos en la Clínica de Vida Silvestre bajo el cuidado combinado de biólogos y estudiantes de veterinaria de la Universidad Nacional de Costa Rica (UNA). 
La gran mayoría de los animales recibidos (alrededor del 77 %) son aves,
principalmente loross. Las especies más comunes son loras de frente roja (Amazona autumnalis), el periquito de frente roja (Psittacara finschi) y la cotorra catalana (Brotogeris jugularis). Otras especies incluyen lapas rojas (Ara macao) y una variedad de otras especies del género Amazonas y loros conure. Otras aves donadas son varias especies de búhos como la curruca común (Otus choliba) y búhos mochuelos caburé (Glaucidium brasilianum) entre
otras aves canoras.
Aproximadamente el 19 % de los animales que se reciben en la clínica de Rescate Wildlife son reptiles, principalmente iguanas verdes (Iguana iguana), boas imperatory una gran diversidad de especies de tortugas. La gran mayoría de estos reptiles son individuos capturados en la naturaleza que han llegado a hogares o granjas de seres humanos que viven en la región. En estos casos, los animales inician los procesos con un examen físico y cuando los profesionales lo determinan son enviados a un sitio de liberación para su debido procedimiento antes de volver a su hábitat natural por completo. Los animales que no pueden ser liberados se mantienen en la clínica hasta que puedan ser exhibidos en el santuario o enviados al centro de reproducción en cautiverio para que puedan contribuir a conservar su especie.
El 4 % restante de animales que recibimos son mamíferos, entre ellos monos, perezosos y ardillas. Los monos aulladores jóvenes (Alouatta palliata huérfanos) son una de las especies de primates más comúnmente recibidas. Estos animales requieren una enorme cantidad de cuidados y atención. Su eventual liberación depende de una dieta y ejercicio adecuado para asegurar la agilidad necesaria para la locomoción arbórea y la socialización con otros individuos de la misma especie. 
El mayor número de decomisos gubernamentales se produce durante la celebración de Semana Santa. Esta época del año coincide con la temporada de nacimiento de distintas
especies de animales en la naturaleza, y también es el momento en que se lleva a cabo gran parte de la caza furtiva para el comercio de vida silvestre como mascotas. Luego de los decomisos, estos animales son llevados a centros oficiales de rescate de vida silvestre para su cuidado y posterior liberación. Por ejemplo, las confiscaciones realizadas en Semana Santa de 1999 llevaron a más de 200 animales a Rescate Wildlife. La mayoría eran loros, cotorras (Brotogeris jugularis), perico frente naranja (Eupsittula canicularis) y loras de frente roja (Amazona autumnalis). La mayoría de estas aves fueron sacadas de sus nidos en diferentes etapas de desarrollo.

## Grecia
En enero del 2015 el Rescate Wildlife Rescue Center recibió un tucán amarillo que había perdió casi la mitad de su pico cuando adolescentes en Costa Rica lo atacaron con palos. Tras la noticia del ataque del tucán, apodado «Grecia», por haber sido hallado en los alrededores de la ciudad de Grecia, una serie de empresas de impresión en 3D se unieron para crear un pico protésico. El pico permanente es el primero en ser instalado en un tucán y le permite al animal cumplir las funciones del pico original: comer y cantar.